# Quzah Fluctūs
I Quzah Fluctūs sono una struttura geologica della superficie di Io.